# Siergiej Łosiew
Siergiej Andriejewicz Łosiew (ros. Сергей Андреевич Лосев, ur. 22 września 1927 w Jurinie w Maryjskiej ASRR, zm. 3 października 1988 w Moskwie) – radziecki dziennikarz i działacz partyjny.

## Życiorys
W 1950 ukończył Moskiewski Państwowy Instytut Stosunków Międzynarodowych, pracował w Agencji Telegraficznej ZSRR (TASS), był korespondentem i kierownikiem Oddziału TASS w USA i Izraelu, od 1953 należał do KPZR. Kierował główną redakcją informacji zagranicznej TASS, 1979 został dyrektorem generalny TASS, od 23 lutego 1981 do końca życia był członkiem Centralnej Komisji Rewizyjnej KPZR. Był zastępcą przewodniczącego Związku Dziennikarzy ZSRR. Pochowany na Cmentarzu Nowodziewiczym.

## Odznaczenia
- Order Rewolucji Październikowej
- Order Przyjaźni Narodów
- Order „Znak Honoru”